# Удеа-Кастера, Амели
Амели Удеа-Кастера (фр. Amélie Oudéa-Castéra), урождённая Амели Кастера (фр. Amélie Castéra; род. 9 апреля 1978, Париж) — французская теннисистка и политик, министр спорта, Олимпийских и Паралимпийских игр (2022—2024).

## Биография
С 1990 года серьёзно занималась теннисом, в 1992 году участвовала в юношеском турнире Orange Bowl, трижды становилась чемпионкой Франции в юношеском разряде, в 1993 году дошла до полуфинала молодёжного турнира Открытого чемпионата США по теннису, затем в молодёжном турнире Ролан Гарроса, а в 1994 году — Уимблдона. Высшая позиция в мировом рейтинге — 251-я (в мае 1995 года).
Отказавшись в 1996 году от профессиональной спортивной карьеры, окончила Институт политических исследований (Париж) и Высшую школу экономических и коммерческих наук. В 2004 году начала профессиональную карьеру в должности финансового аудитора Счётной палаты, с 2008 года работала помощницей генерального директора компании AXA, где в 2011 году стала директором по маркетингу и цифровизации. С 5 марта 2021 года — генеральный директор Французской федерации тенниса.
20 мая 2022 года получила портфель министра спорта, Олимпийских и Паралимпийских игр при формировании правительства Элизабет Борн.
11 января 2024 года в дополнение к имеющейся должности назначена министром национального просвещения и по делам молодёжи в правительстве Атталя.
12 января 2024 года в прессе появились публикации, что дети нового министра просвещения учатся в престижном частном католическом учебном заведении — коллеже Станислава. В сочетании с негативными отзывами Удеа-Кастера о государственных школах эта ситуация спровоцировала общественную полемику.
8 февраля 2024 года при назначении министров-делегатов Кабинета портфель министра национального просвещения и молодёжи был передан Николь Беллубэ, а Удеа-Кастера осталась только министром спорта и Олимпийских игр.
В период с 26 июля по 11 августа 2024 года в Париже прошли Олимпийские игры.
21 сентября 2024 года сформировано правительство Барнье, в котором Удеа-Кастера не получила никакого назначения.

## Личная жизнь
В возрасте 19 лет находилась в близких отношениях с известным бразильским теннисистом Густаво Куэртеном, состоит в браке с банкиром Фредериком Удеа — генеральным директором Société Générale. В их семье три сына, которым в мае 2022 года было 16, 14 и 11 лет.